# Dwulicowa kobieta
Dwulicowa kobieta (tytuł oryg. Two-Faced Woman) – amerykańska komedia romantyczna z 1941 w reżyserii George’a Cukora

## Podstawowe informacje
Po sukcesie Ninoczki w 1939 roku, studio MGM postanowiło obsadzić Gretę Garbo i Melvyna Douglasa w kolejnym filmie komediowym. Dwulicowa kobieta była próbą „zamerykanizowania” wizerunku Garbo. Film spotkał się z falą krytyki ze strony recenzentów, choć według MGM nie przyniósł strat finansowych. Greta Garbo za swoją rolę dostała nagrodę National Board of Review. Dwulicowa kobieta okazała się jednak ostatnim wystąpieniem w dorobku aktorki – gwiazda nie zagrała już później w żadnym filmie i przez następne pięćdziesiąt lat żyła w odosobnieniu w Nowym Jorku.

## Obsada
- Greta Garbo – Karin Borg Blake / Katherine Borg
- Melvyn Douglas – Larry Blake
- Constance Bennett – Griselda Vaughn
- Ruth Gordon – Ruth Ellis
- Robert Sterling – Dick Williams
- Roland Young – Oscar Miller
- Frances Carson – panna Dunbar